# Канаш
Кана́ш (чув. Канаш — «совет») — город республиканского значения в Чувашской Республике (Россия). Город является административным центром муниципального образования «Канашский муниципальный округ», а также административно-территориальной единицы «Канашский район». День города Канаш отмечается в День железнодорожника — первое воскресенье августа.
Город Канаш является индустриальным городом, транспортным центром Чувашии, крупным железнодорожным центром. По удельному весу в общем объёме отгруженной продукции город занимает третье место среди городов Чувашской Республики. Согласно распоряжению Правительства РФ от 29.07.2014 № 1398-р «Об утверждении перечня моногородов» включён в список моногородов Российской Федерации с наиболее сложным социально-экономическим положением.
С 2022 года до 2024 года являлся административным центром Канашского муниципального округа (первого формирования), в состав которого не входил. До 2022 года город Канаш являлся административным центром муниципального образования — Канашского района, в состав которого не входил. До 17 мая 2024 года образовывал «городской округ — город Канаш», который был объединён с Канашским муниципальным округом (второго формирования).

## Этимология
Возник как посёлок при станции Шихраны (открыта в 1893 г.). Название по близлежащей деревне. В 1920 году посёлок и станция переименованы в Канаш (чувашское канаш — «совет»); с 1925 года — город Канаш.

## География

### Расположение
Расположен в 77.8 км от города Чебоксары. Канаш — железнодорожная столица Чувашии. Канаш занимает очень выгодное географическое положение. Он расположен почти в самом центре республики.
Канаш находится в возвышенной части водораздела рек Малого Цивиля и Кубни и занимает территорию в 1720 га. Прилегающий к городу район имеет форму прямоугольника. С севера на юг он простирается на 70 км, с запада на восток — на 40.
Рельеф — полого-холмистое плато, расчленённое оврагами и долинами. По территории района протекает 18 малых рек и ручьёв.
Вблизи города имеются залежи глины и суглинков, строительного песка.
Район богат лесами. В лесах произрастают берёза, клён, дуб, ель, сосна, липа, осина, лещина, черёмуха, рябина красная, шиповник, ясень, ива, другие деревья и кустарники, водятся лоси, волки, зайцы, лисицы, барсуки, кабаны, тетерева, рябчики, различная водоплавающая дичь, в водоёмах — ондатра, бобры.

### Климат
Климат континентальный с умеренно жарким летом и холодной зимой, с неустойчивой погодой, с частыми осадками в виде дождей и снега, туманами и ясными солнечными днями. Летом температура в среднем 25—35 градусов тепла, зимой — минус 15—20, иногда ниже −35. Однако с каждым годом зима становится мягче, тепло в основном несут южные и юго-западные ветры, дожди и холода — северные и северо-западные циклоны.
| Показатель                | Янв.  | Фев.  | Март  | Апр. | Май  | Июнь | Июль | Авг. | Сен. | Окт. | Нояб. | Дек. | Год   |
| ------------------------- | ----- | ----- | ----- | ---- | ---- | ---- | ---- | ---- | ---- | ---- | ----- | ---- | ----- |
| Абсолютный максимум, °C   | 2,1   | 2,5   | 14,0  | 25,4 | 31,6 | 32,3 | 33,8 | 34,4 | 30,5 | 20,1 | 13,4  | 4,9  | 34,4  |
| Абсолютный минимум, °C    | −31,3 | −30,2 | −26,3 | −8,2 | −0,6 | 6,0  | 6,0  | 2,4  | 0,1  | −6,5 | −20,2 | −27  | −31,3 |
| Источник: Погода и климат |       |       |       |      |      |      |      |      |      |      |       |      |       |

### Население
| 1926    | 1931    | 1939    | 1959    | 1967    | 1970    | 1979    | 1986    | 1987    | 1989    | 1992    |
| ------- | ------- | ------- | ------- | ------- | ------- | ------- | ------- | ------- | ------- | ------- |
| 2200    | ↗3400   | ↗18 800 | ↗33 638 | ↗41 000 | ↘40 682 | ↗46 923 | ↗51 000 | ↗53 000 | ↗54 585 | ↗56 700 |
| 1993    | 1996    | 1997    | 1998    | 2000    | 2001    | 2002    | 2003    | 2005    | 2006    | 2007    |
| →56 700 | ↗56 900 | ↘56 800 | ↘56 600 | ↘56 000 | ↘53 700 | ↘50 593 | ↗50 600 | ↘49 100 | ↘48 400 | ↘47 900 |
| 2008    | 2009    | 2010    | 2011    | 2012    | 2013    | 2014    | 2015    | 2016    | 2017    | 2018    |
| ↘47 300 | ↘46 946 | ↘45 607 | ↘45 600 | ↗45 655 | ↗45 759 | ↗45 819 | ↘45 734 | ↘45 716 | ↘45 501 | ↘45 482 |
| 2019    | 2020    | 2021    |         |         |         |         |         |         |         |         |
| ↘45 222 | ↘44 795 | ↘44 354 |         |         |         |         |         |         |         |         |

На 1 января 2025 года по численности населения город находился на 353-м месте из 1124 городов Российской Федерации.
Национальный состав
По данным переписи населения 2010 года в городе Канаш большинство населения чуваши, около трети населения русские, в значительном количестве проживают также татары.
| Национальность | Число указавших национальность и доля от населения района |
| -------------- | --------------------------------------------------------- |
| Чуваши         | 53,02 % (24 181)                                          |
| Русские        | 31,85 % (14 528)                                          |
| Татары         | 8,67 % (3956)                                             |

## История

### До 1917 года
В 1588 году на месте современного Канаша возникло селение Атищево. В 60-х годах XVII века рядом появилась деревня Шихраны; вскоре две деревни были объединены в одну под названием Атищево-Шихраны, которую в быту называли Шихраны (чув. Шăхран — по имени основателя нас. пункта — Шыхран (чувашское собственное имя). Деревню зачислили в Цивильский уезд Казанской губернии. В 1893 году была организована железнодорожная станция Шихраны. В 1905 году деревня стала селом.

### Советский период
В 1921 году открылись первые детские ясли.
В 1920 году переименована в Канаш.
В 1925 году завершается строительство второй станции Канаш, на которую были перенесены основные грузовые работы. 7 ноября 1929 года вступила в строй первая электростанция, которая впоследствии снабжала электроэнергией железнодорожную станцию, часть города и 13 близлежащих деревень. Новым этапом в развитии города стало сооружение вагоноремонтного завода, которое началось в марте 1934 года. Завод был рассчитан на ремонт 6 тысяч грузовых вагонов в год. 1 сентября 1935 года завод выпустил первую партию капитально отремонтированных вагонов.
В 1936 году открылся пионерский лагерь на 200 мест на реке Цивиль.
В 1939 году вступила в строй железнодорожная ветка Канаш — Чебоксары, Канаш становится большим железнодорожным узлом, работающим на 4 направления. К 1940 году в городе проживало 17,3 тыс. человек, работали 4 школы, финансовый техникум, медицинское училище, было построено новое здание педагогического училища. 10 апреля 1942 года Канаш получил статус города республиканского подчинения.

### 1991 — 2024
С 1991 по 2024 год в городе имелось свое местное самоуправление. В структуру органов местного самоуправления города Канаш входили: Глава города Канаш, который избирался Собранием депутатов города Канаш из своего состава на срок до окончания полномочий Собрания депутатов города Канаш; Собрание депутатов города Канаш из 21 депутата, которые избирались на муниципальных выборах по одномандатным избирательным округам на основе всеобщего равного и прямого избирательного права при тайном голосовании сроком на 5 лет; Администрация города Канаш — орган местного самоуправления, осуществлявший исполнительно-распорядительные функции по решению вопросов местного значения и осуществления отдельных государственных полномочий, переданных органам местного самоуправления федеральным законом или законом Чувашской Республики; иные органы местного самоуправления города Канаш, входившие в структуру администрации города Канаш и обладающие собственными полномочиями по решению вопросов местного значения, которые в соответствии с настоящим Уставом являются юридическими лицами и действуют на основании соответствующих положений, утверждаемых решением Собрания депутатов города Канаш.
Главой администрации был Виталий Николаевич Михайлов.
С 2022 года до 2024 года являлся административным центром Канашского муниципального округа (первого формирования), в состав которого не входил. До 2022 год город Канаш являлся административным центром муниципального образования — Канашского района, в состав которого не входил. До 17 мая 2024 года образовывал «городской округ — город Канаш», который был объединён с Канашским муниципальным округом (второго формирования).

## Экономика

### Промышленность
Канаш — это индустриальный город, транспортный центр Чувашии, крупный железнодорожный центр республики. Объём отгруженных товаров собственного производства за 2019 год составил 13737,1 млн рублей, или 157,7 % к 2018 году. Оборот розничной торговли за 2019 год составил 3040,7 млн рублей, или 112,9 % к 2018 году.
В городе 13 крупных и средних предприятий и 13 малых предприятий, 5,9 тыс. человек работающих (29,9 % занятого населения).
Основные предприятия :
- Аркто занимается производством коммерческого холодильного оборудования[38].
- Канашский завод технологической оснастки. До 1966 года котельно-сварочный завод[32]. Выпускает малую дорожную и строительную технику (вибролиты, резчики швов) с сохранением традиционной продукции — почтовых ящиков
- Канашский вагоноремонтный завод специализируется на строительстве новых грузовых полувагонов, других видов подвижного железнодорожного состава, на капитальном и деповском ремонте грузовых вагонов, производстве вагонных тележек, колёсных пар и их ремонте, производстве запасных частей.
- Канашский завод электропогрузчиков выпускает подъемно-транспортное оборудование (электропогрузчики, электротележки) и оказывает услуги промышленного характера — обработку металлических изделий с использованием основных технологических процессов машиностроения.
- Канашский автоагрегатный завод — одно из ведущих специализированных предприятий Российской Федерации по производству агрегатов и узлов к автобусам (тормоза пневмогидравлические, передние оси к автобусам ПАЗ-3205, ЛиАЗ-5256) и троллейбусам, лесовозных прицепов к большегрузным автомобилям КрАЗ и МАЗ[39].
- Механизированная колонна № 33. Дислоцирована на станции Канаш в 1971 году[40]
- ООО «Канмаш ДСО» специализируется на производстве дробильно-сортировочного оборудования — грохотов, дробилок, конвейеров, запасных частей к дробильно-сортировочному оборудованию, грузоподъёмного оборудования — крана-балки.
- Канашский завод резцов специализируется на производстве металлорежущего инструмента — напайных токарных резцов для наружной торцовой обработки деталей из стали, чугуна и других материалов, обрезки и нарезки канавок, нарезания металлической резьбы; внутреннего точения, обработки поверхностей глухих отверстий[41].
- ООО «Девелей» — производство соусов и горчиц[42].
- ООО «Канмаш Агро» занимается производством сельскохозяйственной техники — борон дисковых, культиваторов, захватов, плугов и запасных частей к сельскохозяйственной технике.
- Канашский завод «Лакокраска». Основан 3 марта 85 1936 года[32]
- АвтоСпецТехника-Канаш
- Канашская керамика
- Канашская валяльная фабрика «Север»
- Канашский завод металлической дроби
- ДООО «Канашстрой» ОАО «Стройтрест № 3»
- ООО «ДОВ»
- ООО «АУРАТ — СВ»

### Жилищно-коммунальное хозяйство
Теплоснабжение
Теплоснабжение и обеспечение горячей водой осуществляют МП «УК ЖКХ» МО «г. Канаш ЧР», ООО «Канашский завод технологической оснастки», Горьковская железная дорога — филиал ОАО «Российские железные дороги» («Дирекция по тепловодоснабжению»).
Водоснабжение
Водоснабжение и водоотведение осуществляют ООО «Водоснабжение», ООО «Водоотведение», ООО "Управляющая компания «Водоканал», ООО «Водокачка». Источником водоснабжения города являются подземные воды. Подача воды в г. Канаше осуществляется из двух водозаборов Бахтиарово и Высоковка производительностью по 10 тыс. м³ в сутки каждый. На третьем подъёме установлены пять агрегатов УФО (ультрафиолетового обеззараживания) производительностью по 150 м³ в час каждый. Общая мощность установки по обеззараживанию ультрафиолетом составляет 750 м³ в час. Внедрение УФО позволило отказаться от предварительного хлорирования воды перед её подачей в городскую сеть. Обеззараживание воды переведено на гипохлорит, что позволило отказаться от жидкого хлора и снизить опасность возникновения чрезвычайных ситуаций, связанных с хранением и применением жидкого хлора.
Городская система водоотведения охватывает все многоквартирные дома и предприятия города. Из-за особенностей рельефа территории города стоки перекачиваются на очистные сооружения девятью насосными станциями. Существующие с начала 1950-х годов насосные станции крайне изношены и нуждаются в реконструкции. Мощность биологических очистных сооружений составляет 10 тыс. м³ в сутки. В то же время из города поступает более 15 тыс. м³ стоков в сутки.
Газификация
В Канаше практически завершена газификация. С начала газификации построено газопроводов высокого и низкого давления общей протяжённостью 181,45 км, газифицировано 18305 квартир и индивидуальных жилых домов, построено 32 газораспределительных пункта, 46 шкафных газорегуляторных пунктов, газифицировано 12 промышленных предприятий, 108 коммунально-бытовых предприятий, 29 газораспределительных установок котельных. Перевод котельных на природный газ привёл к значительной экономии средств бюджета города и населения.
Электроснабжение
Общая протяжённость линий электропередачи, обслуживаемых ОАО «Канашские городские электрические сети», составляет свыше 400 км. Износ сооружений и электрооборудования предприятия — 87 %.
Жилой фонд
В городе функционируют 40 строительных организаций.
Общая площадь жилищного фонда на 1 января 2011 г. составила 971 тыс. м², включая 452 многоквартирных дома общей площадью 808,4 тыс. м². Обеспеченность населения жильём составляет 21,3 м² на одного человека. Наибольшая часть жилья (784,9 тыс. м²) находится в частной собственности, в государственной собственности — 26,4 тыс. м², муниципальной собственности — 156,3 тыс. м², другой — 3,4 тыс. м².
По состоянию на 1 января 2011 г. 95,8 % общей площади жилищного фонда оборудовано водопроводом, 95,1 % — водоотведением, 97,1 % — отоплением (в том числе 86,1 % — централизованным отоплением), 98,0 % — газом, 88,1 % — ваннами (душем), 84,3 % — горячим водоснабжением, 2,5 % — напольными электрическими плитами, 84,1 % — одновременно водопроводом, водоотведением, отоплением, горячим водоснабжением, газом (напольными плитами).

### Торговля
Состояние сферы торговли на территории города Канаш характеризуется как стабильное, с быстрыми темпами развития материально-технической базы, высоким уровнем насыщенности по всем товарным группам.
В городе сформирована инфраструктура потребительского рынка и услуг, насчитывающая в своём составе 557 объектов : 281 объект по розничной реализации товаров (с учётом 8-ми торговых комплексов), 77 объектов общественного питания, одна Ярмарка «Универсальная», на площадях двух предприятий (ООО «Канашоптпродторг» и ООО «ОРО Чувашпотребсоюз») организованы оптовые склады, 29 объектов мелкорозничной торговли, 169 объекта по оказанию бытовых услуг населению. В количество объектов потребительского рынка не вошли объекты по приёму платежей сотовой телефонной связи и аптеки. В городе представлены практически все типы объектов торговли — от торговых центров до мелких магазинов.

## Социальная сфера

### Образование
Дошкольное
- Детский сад № 1
- Детский сад № 2
- Детский сад № 5
- Детский сад № 7
- Детский сад № 8
- Детский сад № 9
- Детский сад № 11
- Детский сад № 12
- Детский сад № 13
- Детский сад № 14
- Детский сад № 15
- Детский сад № 16
- Детский сад № 17
- Детский сад № 18
- Детский сад № 19
- Детский сад № 20 «Василёк»

Средние
- Школа № 1 — ул. Пролетарская, д. 18 (с 1967 года)
- Школа № 3— ул. Кооперативная, д. 10 (с 1995). Открыта в 1936 году[40] по адресу ул. Железнодорожная, д. 87.
- Школа № 5 — ул. Московская, д. 20 (с 1965 года)
- Школа № 6 — Восточный район, д. 23 (с 1976 года)
- Школа № 7 — ул. Машиностроителей, д. 22 (с 1985 года)
- Школа № 8 — ул. Пушкина, д. 21 (с 1922 года, основана как фабрично-заводская семилетка № 13, также носила № 61)
- Школа № 9 — ул. Чкалова, д. 12 (с 1934 года, первоначально школа № 29, с 1961 года школа № 62)[43]
- Школа № 10 — просп. Ленина, д. 29 (с 1953 года, первоначально школа № 63 Горьковской ж.д.)
- Школа № 11 имени Героя Советского Союза Ивана Андреевича Кабалина — просп. Ленина, д. 60 (с 1934 года, основана как начальная школа № 49; с 1961 года — средняя школа № 64)
- Лицей государственной службы и управления. Открыт в 1961 году как средняя школа № 4[40]
- Политехническая школа — ул. Кошевого, д. 3

Дополнительное
- Детская музыкальная школа имени Народного артиста СССР Максима Дормидонтовича Михайлова
- Детская художественная школа
- Дом детского творчества
- Спортивная школа имени олимпийского чемпиона В. П. Воронкова

Среднее профессиональное образование
- Педагогический колледж

Медицинский колледж

- Финансово-экономический колледж — филиал Финансового университета при Правительстве Российской Федерации
- Филиал Чебоксарского медицинского колледжа
- Строительный техникум
- Транспортно-энергетический техникум

Высшее
- Чувашский государственный университет (филиал)
- Казанский институт социальных и гуманитарных знаний (филиал)

Другое
- Центр психолого-педагогической, медицинской и социальной помощи «Азамат»

### Здравоохранение
- Центральная районная больница им. Ф. Г. Григорьева[44],
- Межтерриториальный медицинский центр[45],
- Стоматологическая поликлиника[46],
- Станция скорой медицинской помощи[47]
- Узловая больница РЖД. Открыта в 1936 году как врачебный участок № 6 городской больницы

### Культура
- Дворец культуры
- Централизованная библиотечная система
- Парк культуры и отдыха
- Краеведческий музей. Открыт 20 февраля 1969 года. До 1 августа 2007 года музей располагался в одноэтажном здании площадью 176 м². В настоящее время краеведческий музей расположен в здании бывшего кинотеатра «Мир», общая площадь музея — 767 м². На 1 января 2011 года в музее насчитывается 4738 предметов основного фонда и 960 предметов научно-вспомогательного фонда.

### Физическая культура и спорт
- Спортивная школа «Локомотив»

## Города-побратимы
- Остёр (Украина, с 2013 года)[48]

## Символика
Герб: В червлёном поле с золотой, уширенно-зубчатой главой, обременённой тремя червлёными косыми вырубными крестами, золотое зубчатое, с полукруглыми просветами между зубцами, кольцо, поверх которого серебряное окрылённое железнодорожное колесо.
Флаг: Флаг повторяет символику герба.

## Фотогалерея

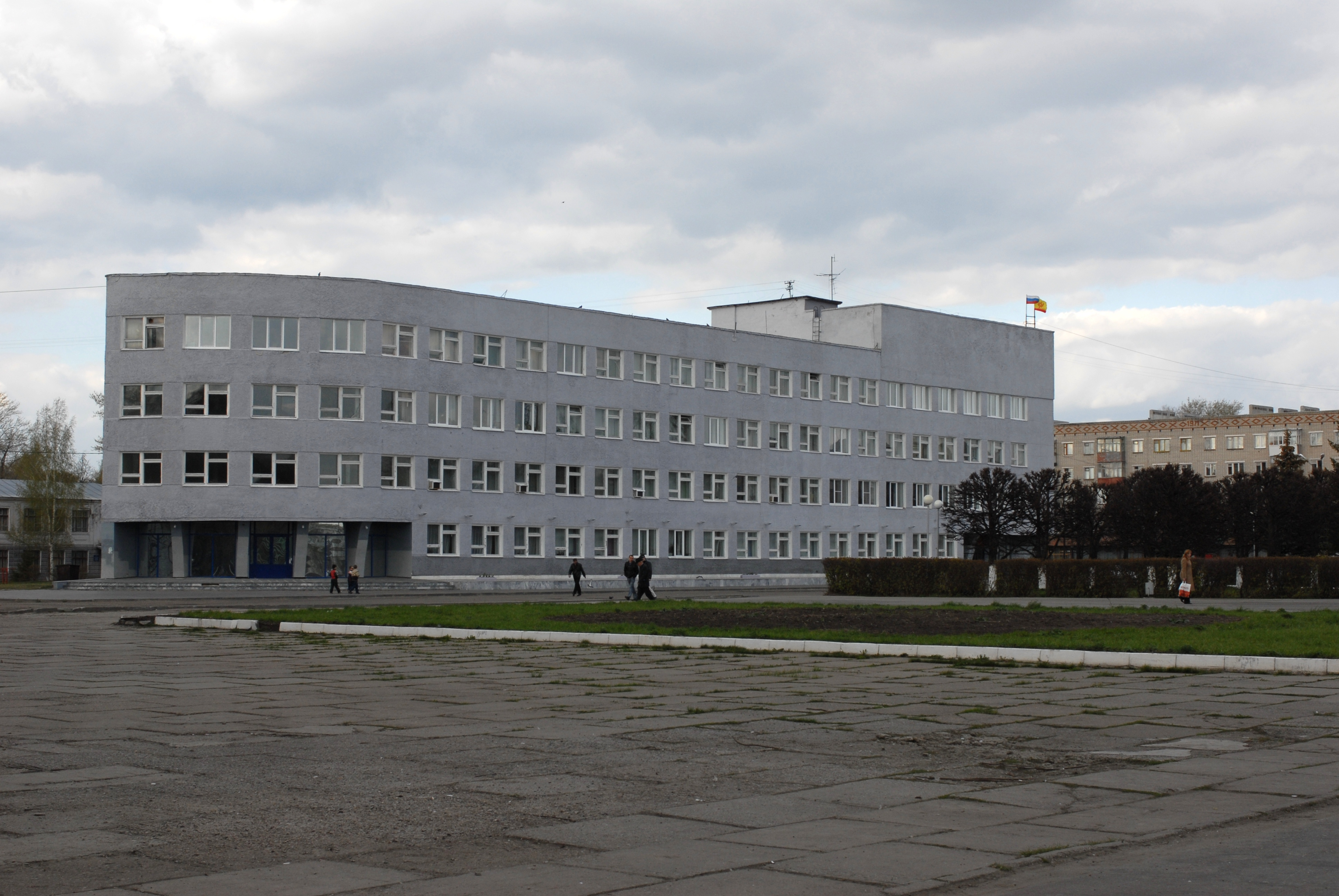
Здание Канашской администрации
Центр города
Здание Сбербанка
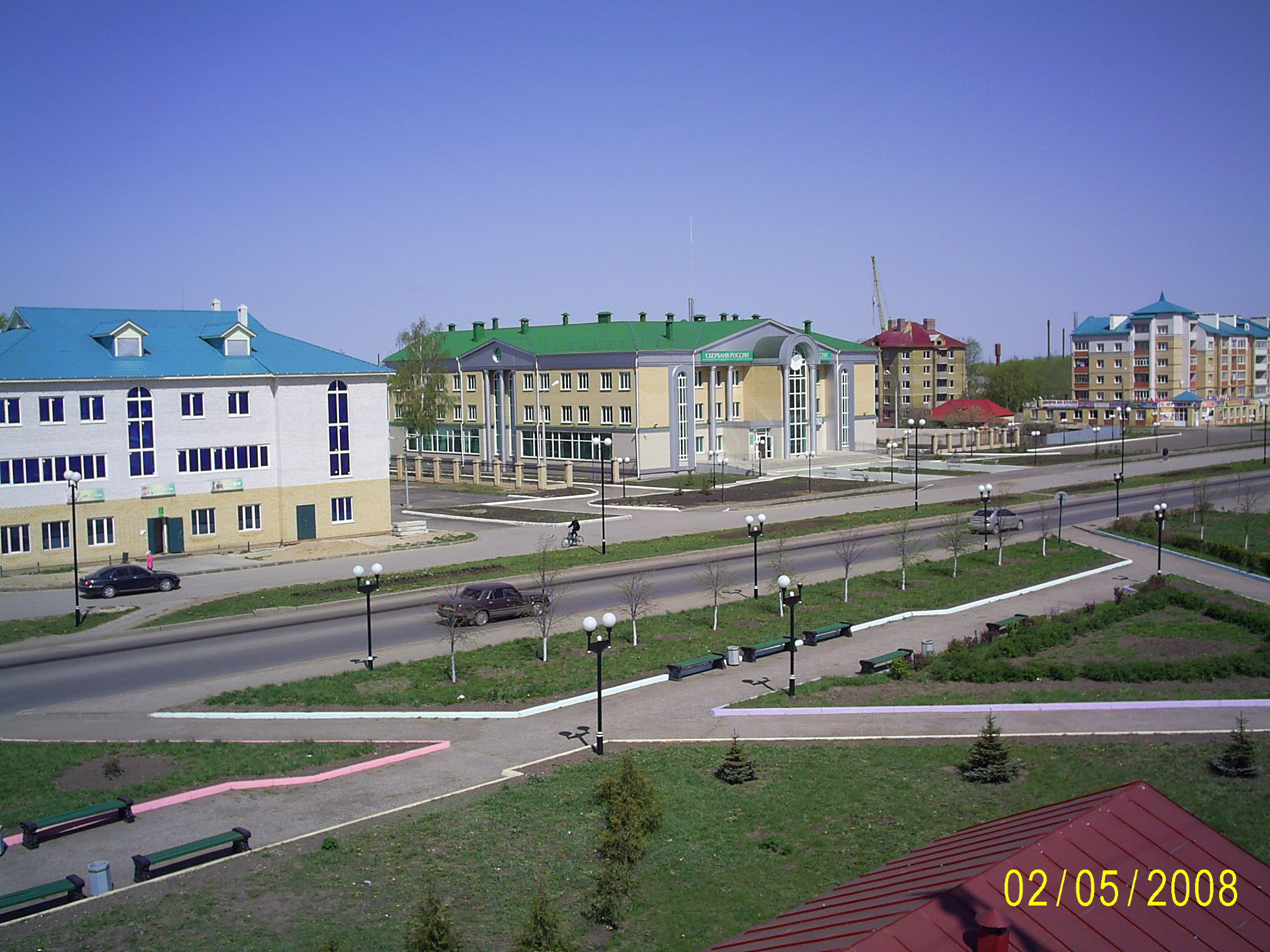
Канашский Арбат
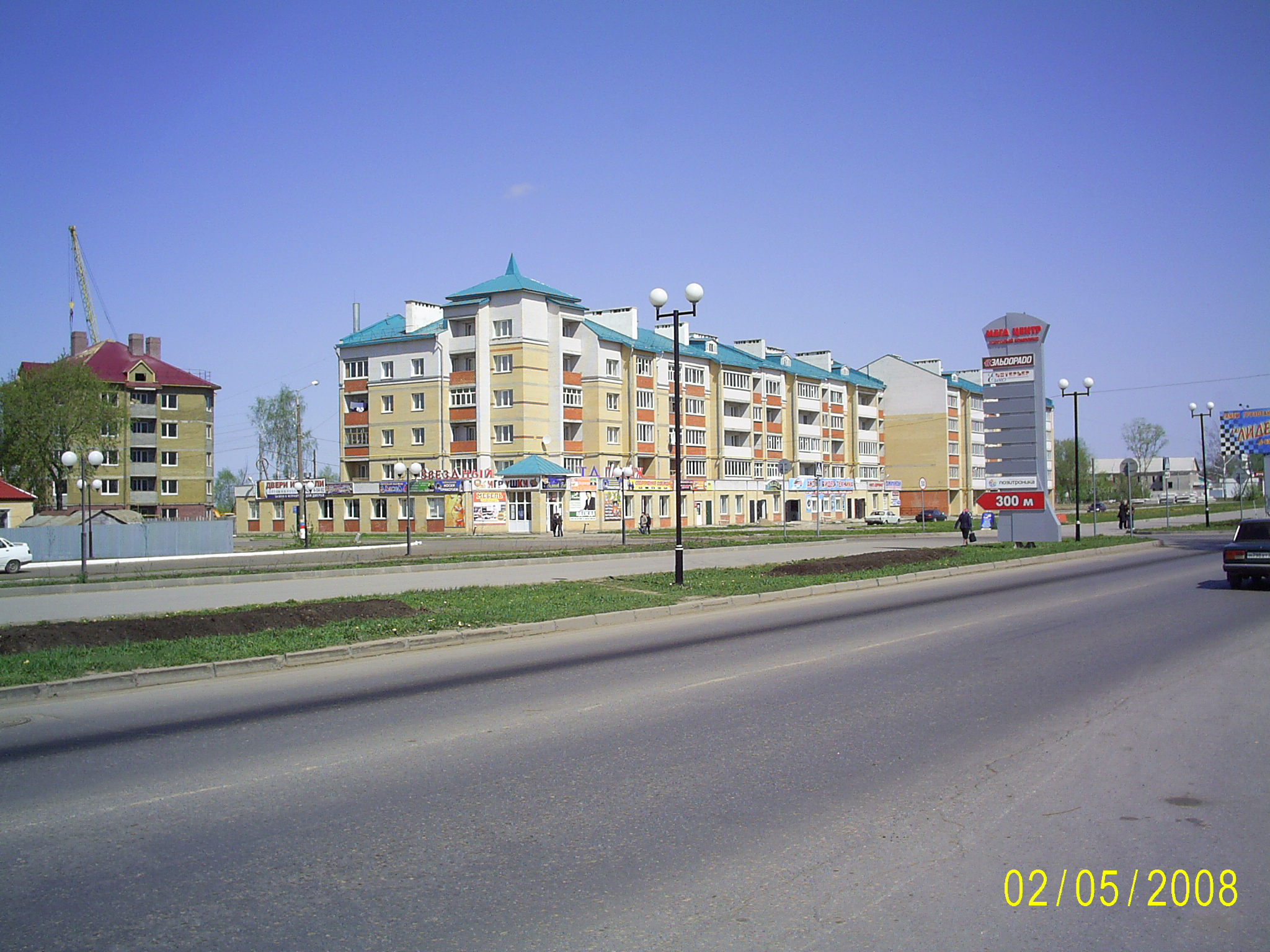
ул. Железнодорожная
Здание администрации КААЗ
Краеведческий музей
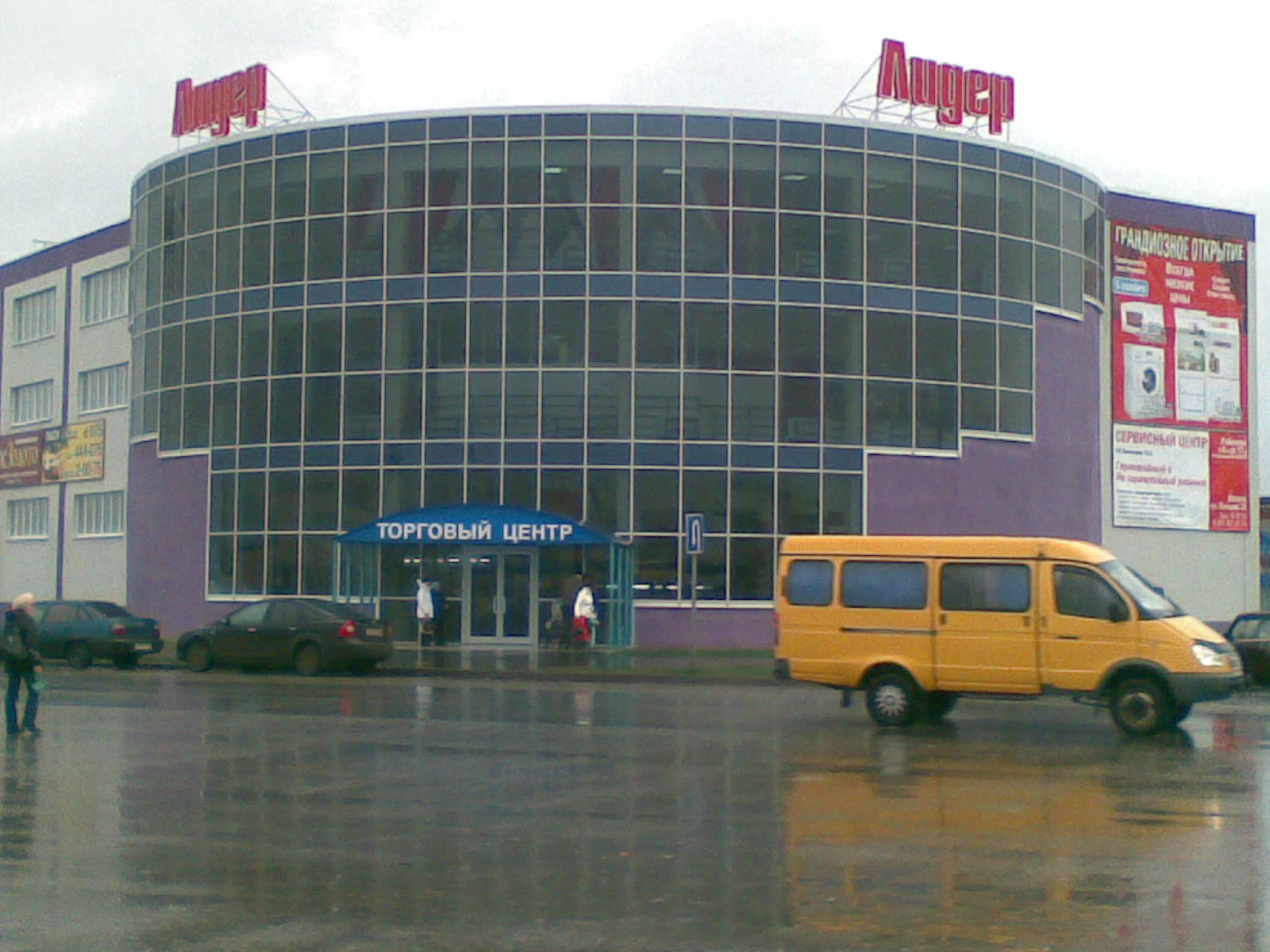
Торговый центр "Лидер"
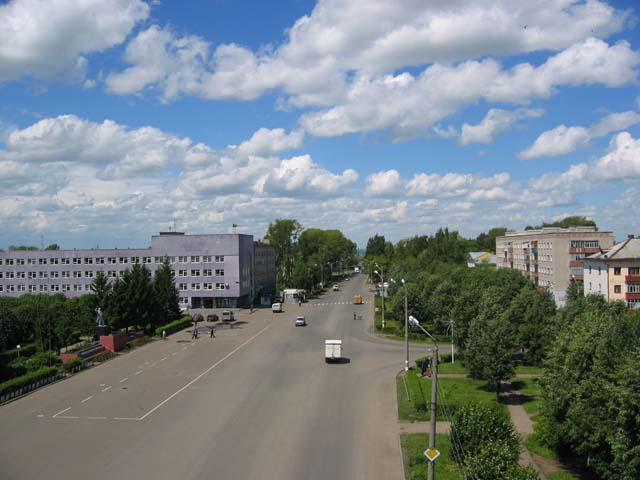
Площадь Ленина
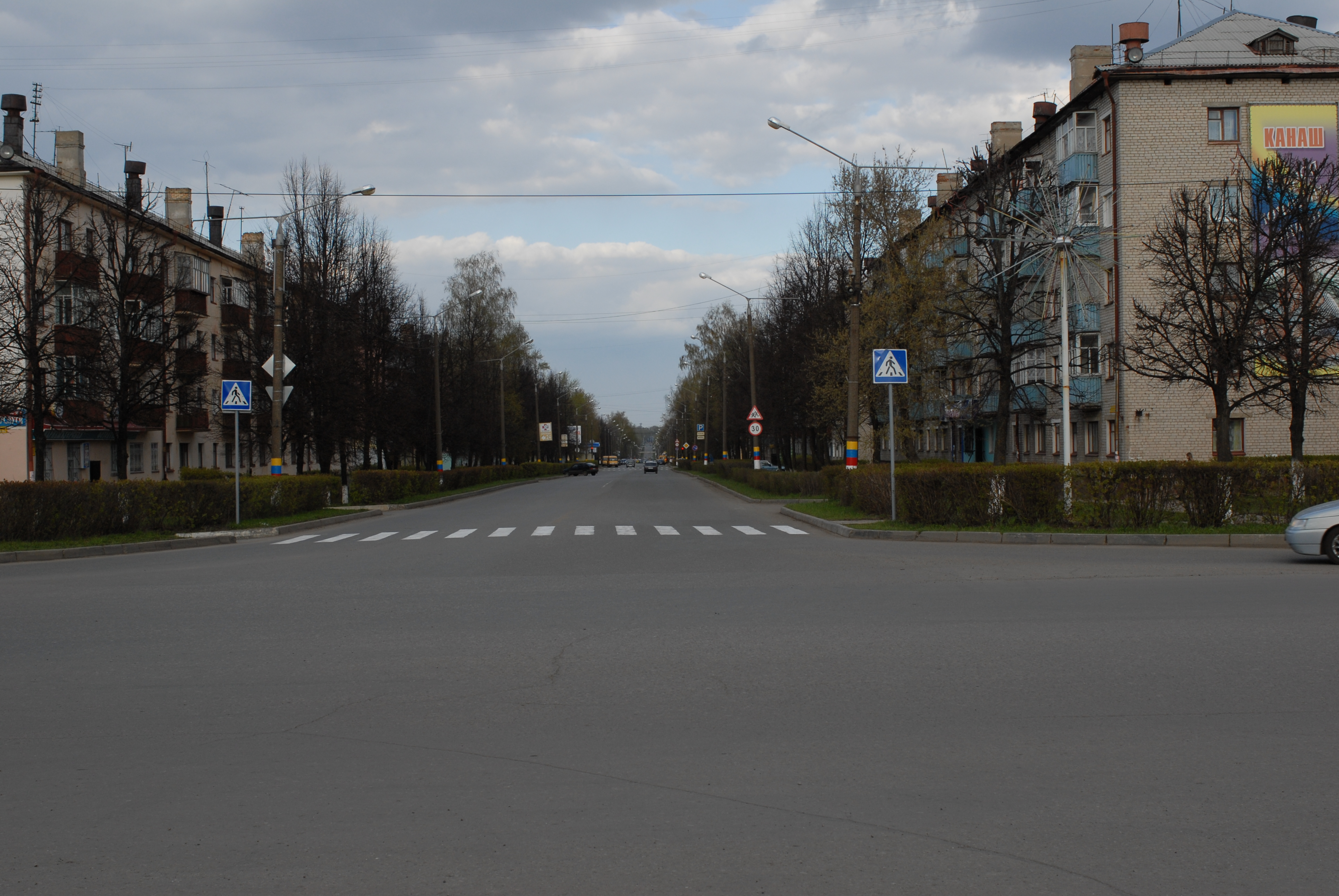
Проспект Ленина
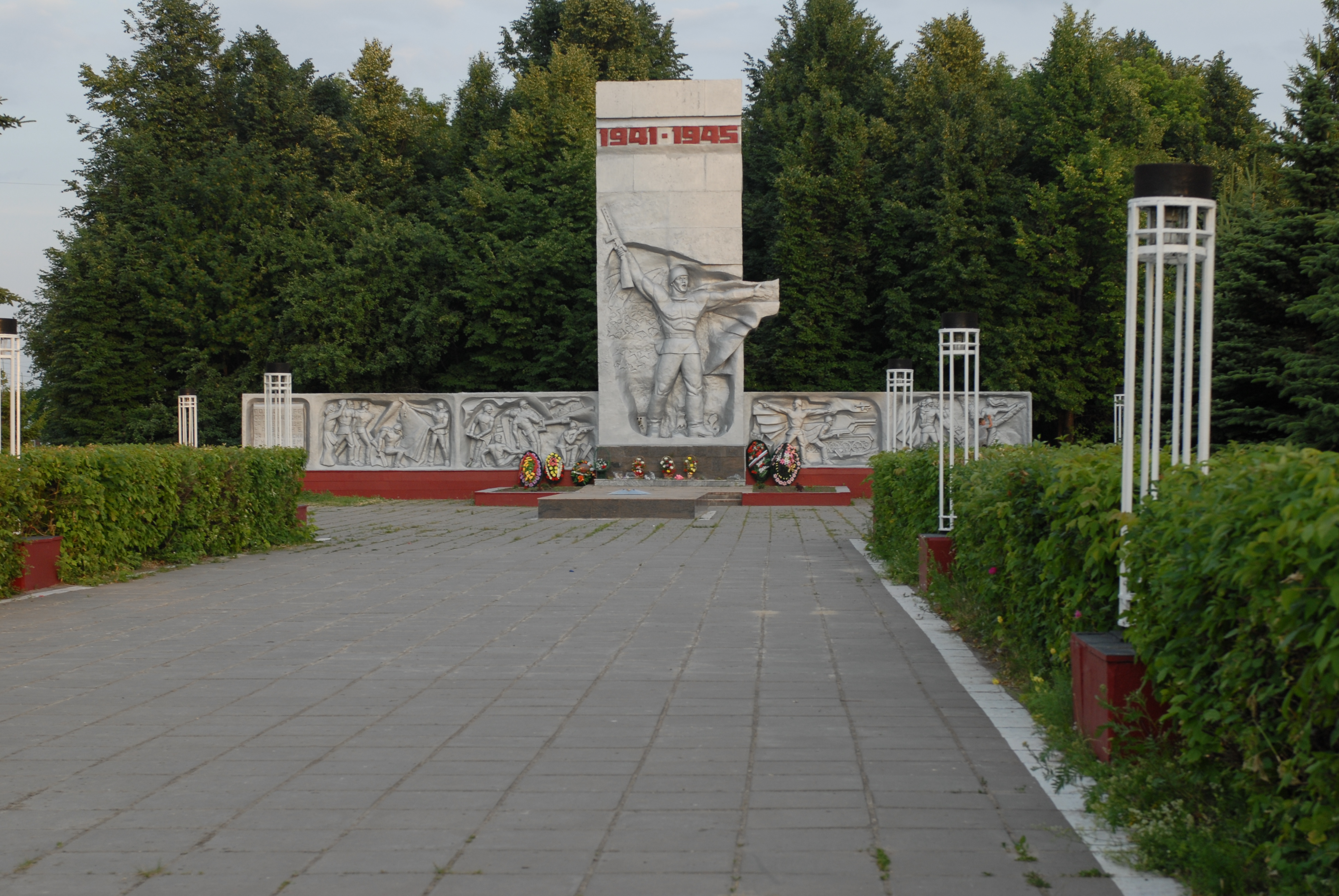
Монумент с вечным огнём
Дворец бракосочетаний